# أبو إسحاق الشيباني
سُلَيْمان بن أَبي سُلَيْمان أَبُو إِسْحَاقَ الشيباني الكوفي، تابعي، وأحد رواة الحديث النبوي الثقات. ومفتي الكوفة. روى لَهُ الجماعة أصحاب الكتب الستة.

## سيرته
سُلَيْمان بن أَبي سُلَيْمان أَبُو إِسْحَاقَ الشيباني الكوفي، اسمه فيروز وقيل: عمرو وقيل: خاقان، مولى بني شيبان بْن ثعلبة، وقيل: مولى عبد الله بن عباس. ولد في أيام الصحابة كعبد الله بن عمر بن الخطاب، وجابر بن عبد الله بن عمرو بن حرام، ولحق عبد الله بن أبي أوفى وسمع منه، روى لَهُ الجماعة أصحاب الكتب الستة. مات لسنتين خلتا من خلافة أبي جعفر المنصور سنة 139 هـ، وقال الترمذي: 138 هـ، وقال البخاري: 141 هـ أو 142 هـ. قال الذهبي: «وكان من أوعية العلم».

## روايته للحديث النبوي
- روى عن: إبراهيم النخعي، وأشعث بن أبي الشعثاء، وبكير بن الأخنس السدوسي، وجبلة بن سحيم، وجميع بن عمير، وجواب التَّيْمِيّ، وحبيب بن أبي ثابت، والحسن بن سعد مولى الحسن بن علي، وزر بن حبيش، وزياد بن علاقة، وسعيد بن أبي بردة بن أبي موسى الأشعري، وسعيد بن جبير، وعامر الشعبي، وعبد الله بن أبي أوفى، وأبي الزناد عَبد الله بن ذكوان، وعبد الله بن السائب، وعَبد اللَّهِ بن شداد بن الهاد، وعبد الرحمن بن الأسود النخعي، وعبد العزيز بن رفيع، وعبد الملك بن نافع، وعدي بن ثابت، وعطاء أبي الْحَسَن السوائي، وعكرمة مولى ابن عباس، والقاسم بن عبد الرحمن بن عبد الله بن مسعود، ومحارب بن دثار، ومحمد بن أَبي المجالد، وواصل الأحدب، والوليد بن العيزار، ويزيد بن الأصم، ويسير بن عَمْرو، وأبي بردة بن أبي موسى الأشعري.
- روى عنه: إبراهيم بن طهمان، وأَبُو إِسْحَاقَ إِبرَاهِيم بن مُحَمَّدِ بن الحارث الفزاري، وأسباط بن مُحَمَّد القرشي، وابنه إِسْحَاق بن أَبي إِسْحَاق الشيباني، وجرير بن عبد الحميد، وجعفر بن عون وهو آخر من روى عنه، والحسن بن عياش، والحسين بن عِمْران الجهني، وحفص بن غياث، وخالد بن عَبد اللَّهِ، وزائدة بن قدامة الثقفي، وسفيان الثوري، وسفيان بن عيينة، وشعبة بن الحجاج، وعاصم الأحول، وعباد بن العوام، وأبو زبيد عبثر بن القاسم، وعبد اللَّه بن إدريس، وعَبد الرَّحْمَنِ بن عَبد اللَّهِ المسعودي، وعبد الملك بن حميد بن أَبي غنية، وعبد الواحد بن زياد، وعلي بن مسهر، وعِمْران القطان، والعوام بن حوشب، وقيس بن الربيع، ومحمد بن إِسْمَاعِيلَ بن رجاء، ومحمد بن فضيل، ومسعر بن كدام، وهشيم بن بشير، والوضاح أَبُو عوانة، وأبو إسحاق السبيعي، وأبو بكر بن عياش المقرئ.[2]
- الجرح والتعديل: وثّقه أحمد بن حنبل ويحيى بن معين والنسائي وأبو حاتم الرازي. وقال العجلي: «كان ثقة من كبار أصحاب الشعبي.»، روى الجماعة.[2]

## وصلات خارجية
- تذكرة الحفاظ، أبو إسحاق الشيباني الإمام سليمان بن فيروز.